# Garruchos
Garruchos est une ville brésilienne du Sud-Ouest de l'État du Rio Grande do Sul, faisant partie de la microrégion Campanha occidentale et située à 617 km à l'ouest de Porto Alegre, capitale de l'État. Elle se situe à une latitude de 28° 11′ 04″ sud et à une longitude de 55° 38′ 22″ ouest, à une altitude de 69 mètres. Sa population était estimée à 3 457, pour une superficie de 800 km2.
Garruchos est séparée de Corrientes, en Argentine, par le Río Uruguay.

## Villes voisines
- São Nicolau
- Santo Antônio das Missões
- São Borja